# Enrico Pugliese
Enrico Pugliese (Castrovillari, 1942) è un sociologo italiano.

## Biografia
Professore emerito di Sociologia del Lavoro presso la Facoltà di Sociologia della Sapienza -Università di Roma, dal 2002 al 2008 è stato direttore dell'Istituto di ricerche sulla Popolazione e le Politiche Sociali del Consiglio Nazionale delle Ricerche (IRPPS-CNR). La sua lunga attività di ricerca ha riguardato principalmente l'analisi del funzionamento del mercato del lavoro e la condizione delle fasce deboli dell'offerta di lavoro, con particolare attenzione al lavoro agricolo, alla disoccupazione e ai flussi migratori. Si è occupato, inoltre, dello studio dei sistemi di welfare, con particolare attenzione al caso italiano, e all'analisi delle politiche sociali. Collabora con il manifesto.

### Biografia scientifica
La formazione scientifica e le prime attività di ricerca di Enrico Pugliese si realizzano a Portici (NA) presso la Facoltà di Agraria e il Centro di Specializzazione e Ricerche Economico-agrarie per il Mezzogiorno dell'Università degli studi di Napoli Federico II fondato e diretto da Manlio Rossi Doria. Laureato nel 1965, infatti, diventa borsista-ricercatore presso il Centro per il biennio 1965-'67. In questi primi anni di attività il suo lavoro di ricerca si focalizza soprattutto sulle trasformazioni socio-economiche delle regioni del Mezzogiorno d'Italia e sull'emigrazione. Soffermandosi in particolare sul flussi migratori in uscita dalle aree rurali, fenomeno che andava sotto il nome di “esodo agricolo”, analizza gli effetti di tali flussi sulla composizione della struttura sociale meridionale e sul funzionamento del mercato del lavoro, soprattutto nelle aree rurali meridionali.
Nel frattempo perfeziona la sua formazione scientifica partendo per gli Stati Uniti d'America in qualità di Harkness Fellow e Special Student (1967-‘68) presso il Department of Sociology della Columbia University (New York) e successivamente (1969) come Research Associate presso il Department of Applied Behavioural Sciences della University of California (Davis). Tornerà dieci anni dopo in America (1979-'80) per un periodo di studio come Fullbright Fellow e Visiting Professor alla University of California (Santa Cruz) e nel 1987 ancora come Visiting Professor alla University of Missouri (Columbia).
Dopo questi anni di studi specialistici negli Stati Uniti, ritorna a svolgere attività di ricerca presso il Centro di Portici, dove lavorerà fino al 1980 in qualità di ricercatore, entrando da lì a poco a far parte del Comitato Scientifico del Centro. In questi anni comincia anche la sua attività di insegnamento come Professore incaricato di Sociologia Rurale all'Università degli Studi di Napoli “Federico II” dal 1970 al 1979. I suoi studi sviluppano il percorso avviato prima di partire per gli Stati Uniti, con ricerche sul mercato del lavoro e le classi sociali che si concentrano in particolare sui cambiamenti nella struttura sociale dell'agricoltura e nel mercato del lavoro agricolo in Italia, soprattutto nell'area meridionale. Le ricerche di quegli anni analizzano come il settore agricolo nel processo di sviluppo industriale svolge la funzione di assorbimento della forza lavoro eccedente. Delle diverse pubblicazioni prodotte sul tema in quegli anni, di particolare rilevanza risulta il volume scritto in collaborazione con Giovanni Mottura dal titolo Agricoltura, Mezzogiorno e mercato del lavoro, edito da Il Mulino.
Sulla scorta delle analisi condotto sul mercato del lavoro nel settore agricolo, le sue ricerche a partire da metà anni Settanta, si allargano verso un interesse più generale che riguarda le fasce deboli dell'offerta di lavoro, soprattutto nel mercato del lavoro meridionale. L'occasione per sviluppare questo filone di ricerca viene da una ricerca finanziata dal CNR nel 1975-'76 che ha per oggetto l'occupazione e le condizioni di lavoro nel settore calzaturiero. Dallo studio emergono elementi di grande interesse per analizzare le trasformazioni nel funzionamento del mercato del lavoro in relazione ai processi di decentramento della produzione e allo sviluppo del lavoro a domicilio. I principali risultati di questa ricerca sono stati pubblicati in un numero monografico della rivista Inchiesta.
In parallelo, sempre nella seconda metà degli anni Settanta, Pugliese ha svolto alcune ricerche sulla condizione giovanile nell'area metropolitana di Napoli, focalizzando l'analisi su problematiche sociali di grande rilievo, tra le quali ricordiamo l'abbandono scolastico precoce, il lavoro dei minori e la disoccupazione giovanile. Soffermandosi poi sui quartieri popolari della città, ha condotto dettagliate indagini di campo sui percorsi scuola-lavoro dei giovani napoletani, individuando le condizioni di svantaggio relativo sul mercato del lavoro e meccanismi alla base della disoccupazione giovanile. Una sintesi di questo intenso lavoro ricerca è rappresentata dal volume I giovani tra scuola e lavoro nel Mezzogiorno edito nel 1982 da Franco Angeli.
Nel frattempo, prosegue la sua carriera accademica. Nel 1980, infatti, diventa Professore Straordinario di Sociologia Economica presso l'Università di Salerno, dove insegnerà fino al 1984, quando passa ad insegnare all'Università di Napoli “Federico II” come Professore ordinario di Sociologia del Lavoro. Inoltre, dal 1980 al 1986 viene nominato Direttore scientifico dell'IRES-CGIL Campania.
Negli anni Ottanta, l'attività di ricerca si sposta progressivamente verso il problema più generale della disoccupazione che può considerarsi uno sviluppo dello studio sui meccanismi selettivi e di marginalizzazione di alcune quote deboli dell'offerta di lavoro. La tematica della disoccupazione viene analizzata con un approccio che integra le analisi del mercato del lavoro intrecciate con quelle relative alle trasformazioni dei sistemi di welfare e delle politiche sociali, in una prospettiva comparata internazionale, pur conservano sempre un'attenzione particolare per il contesto metropolitano della città di Napoli, dove continua a condurre diverse indagini di campo relative al funzionamento del mercato del lavoro e alle caratteristiche dell'occupazione e della disoccupazione. I primi saggi con contributi analitici in questa direzione sono Politique de bien etre et crise de l'état providence dans une économie dépendante pubblicato dalla rivista francese Sociologie et Societé nel 1982 e il saggio The Three Forms of Unemployment pubblicato nella rivista Social Research nel 1986. Successivamente il saggio è stato ripreso e pubblicato con diversi titoli anche in italiano, tedesco e spagnolo.
Lo studio della disoccupazione italiana e soprattutto la disoccupazione del Mezzogiorno, si sofferma sulle motivazioni alla base dell'esclusione dei giovani dall'occupazione, espressa dalle dimensioni della disoccupazione giovanile. I risultati di questo percorso di ricerca, svolto in una prospettiva comparata internazionale, si sintetizzano nel volume Sociologia della disoccupazione pubblicato nel 1993 da Il Mulino e successivamente tradotto in francese dall'editore L'Harmattan con il titolo Socio-économie du chomage.
A partire dai primi anni Novanta, accanto ai suoi tradizionali interessa di ricerca si sviluppa un nuovo campo di analisi relativo agli immigrati stranieri in Italia. L'inizio di questo filone di ricerca è rappresentato dalla partecipazione ad un gruppo di ricerca diretto da Nora Federici per uno studio del CISP dal titolo La presenza straniera in Italia. I principali risultati di questa ricerca sono stati poi pubblicati in un libro scritto insieme a Francesco Calvanese dal titolo La presenza straniera in Campania ed edito da Franco Angeli. L'interessa per la presenza straniera in Italia si focalizza in particolare sulla collocazione degli immigrati nel mercato del lavoro italiano e si allarga al problema dell'integrazione e all'analisi delle politiche migratorie. Gli studi condotti su queste ultime tematiche portano ad una collaborazione con Maria Immacolata Macioti per la realizzazione di un volume dal titolo Gli immigrati stranieri in Italia, pubblicato da Laterza nel 1991 (successivamente ampliato e riedito nel 1995).
L'esperienza di ricerca sul tema dell'immigrazione lo porta a ricoprire numerosi incarichi istituzionali tra i quali i più importanti riguardano, a livello nazionale, la partecipazione come membro della Consulta del CNEL per le questioni dell'immigrazione (1996-'97) e a livello regionale in Campania, la presidenza della Commissione di studio per la revisione della legge regionale campana sull'immigrazione (2003-2004) e prima ancora è membro della Consulta regionale campana per l'immigrazione (2000-2001) e presidente del Gruppo di studio sulle questioni dell'immigrazione presso l'Assessorato alla dignità del Comune di Napoli (1994-1997).
Lo studio dei movimenti migratori intreccia il filone di studi sull'immigrazione con il precedente interesse per il tema dell'emigrazione, basti ricordare le analisi condotte negli anni Ottanta sulla condizione delle famiglie degli emigrati italiani in Germania, dando grande spazio allo studio della condizione sociale dei giovani della seconda generazione. D'altra parte, l'intreccio tra immigrazione straniera in Italia e emigrazione degli italiani porta alla redazione di un volume più recente, edito da Il Mulino dal titolo L'Italia tra migrazioni internazionali e migrazioni interne, pubblicato inizialmente nel 2002 e poi riedito e ampliato nel 2006. Torn qualche anno dopo sulla questione della nuova emigrazione italiana, pubblicando il libro "Quelli che se ne vanno" (Il Mulino, 2018).
Nel 2002 lascia le attività accademiche perché viene nominato direttore dell'Istituto di Ricerche sulla Popolazione e le Politiche Sociali (IRPPS) del CNR che nasce per accorpamento di due precedenti strutture di ricerca (l'IRP – Istituto di Ricerca sulla Popolazione e l'IRIDISS - Istituto di Ricerche sulle Dinamiche della Sicurezza Sociale) e all'interno dell'Istituto, senza trascurare le sue precedenti aree di studio, approfondisce i processi di trasformazione dei sistemi di welfare, in particolare di quello italiano, e le dinamiche demografiche, con particolare attenzione alle implicazioni sociali dell'invecchiamento demografico. I principali risultati della sua attività di direzione dell'Istituto sono rintracciabili nella curatela dei rapporti annuali dell'IRPPS per il 2004 e per il volume del biennio 2005-2006, editi da Donzelli.

### Carriera accademica
La sua carriera accademica comincia nel 1969 al Centro di Ricerche Economico-Agrarie per il Mezzogiorno dell'Università di Napoli a Portici come ricercatore, diventando poi membro del comitato scientifico del Centro. Contestualmente, dal 1970 al 1979, diviene professore incaricato di Sociologia Rurale presso l'Università di Napoli “Federico II” per poi andare, nel 1980, negli Stati Uniti d'America come Fullbright Fellow e Visiting Professor all'University of California (Santa Cruz). Al suo ritorno, diventa Professore Straordinario di Sociologia Economica presso l'Università di Salerno, fino al 1984, dove presiede anche il Consiglio di Corso di Laurea in Sociologia. Successivamente passa ad insegnare all'Università di Napoli “Federico II”, come Professore Ordinario di Sociologia del Lavoro. Nel 1987 è ancora in America come Visiting professor alla University of Missouri (Columbia).
Presso l'Università di Napoli ricopre la carica di Presidente del Consiglio di Corso di Laurea in Sociologia dal 1989 al 1992; viene eletto Direttore del Dipartimento di Sociologia per gli anni 1988-89 e 1992-1995. Dal 1991 al 1998, inoltre, è Coordinatore del dottorato di ricerca in Sociologia dei processi di innovazione presso le Università di Napoli e Salerno. E ancora dal 1997 al 2000 è docente stabile presso la Scuola Superiore della Pubblica Amministrazione a Roma. Dal 2000 al 2002 è Preside della Facoltà di Sociologia, fino a quando è nominato Direttore dell'IRPPS-CNR. Dal novembre 2008 è professore presso la facoltà di Sociologia della Sapienza-Università di Roma.
È membro del comitato di direzione di alcune riviste, tra le quali si ricordano in particolare Inchiesta e La critica sociologica. È membro del comitato scientifico di Studi emigrazione e de QA - La questione agraria. Rivista dell'Associazione Manlio Rossi-Doria di cui è membro del direttivo. È membro del comitato scientifico della Fondazione Giacomo Brodolini.

## Principali volumi pubblicati
- Quelli che se ne vanno. La nuova emigrazione italiana, Il Mulino, Bologna, 2018.
- La terza età. Anziani e società in Italia, Il Mulino, Bologna, 2011.
- (con Francesco Carchedi), Andare, restare, tornare. Cinquant'anni di emigrazione italiana in Germania, Iannone, Roma, 2007.
- (a cura di), Nord e Sud. Rapporto Irpps-Cnr sullo stato sociale in Italia, Donzelli, Roma, 2006.
- (con Dante Sabatino), Emigrazione e Immigrazione in Campania, Guida, Napoli, 2006.
- (a cura di), Un decennio di riforme. Rapporto Irpps-Cnr sullo stato sociale in Italia, Donzelli, Roma, 2004.
- (con Maria Immacolata Macioti), L'esperienza migratoria. Immigrati e rifugiati in Italia, Laterza, Bari-Roma, 2003 [nuova edizione 2010].
- L'Italia tra migrazioni internazionali e migrazioni interne, Il Mulino, Bologna, 2002, (Nuova edizione ampliata, 2006).
- (con Enzo Mingione), Il lavoro, Carocci, Roma, 2001 [nuova edizione 2010].
- (a cura di), Oltre le vele: Rapporto su Scampia, Federiciana, Napoli, 2000.
- Rapporto sull'immigrazione, Ediesse, Roma, 2000.
- (con Enrico Rebeggiani), Occupazione e disoccupazione in Italia, Edizioni lavoro, Roma, 1997 (Nuova edizione ampliata 2003).
- Diario dell'immigrazione, Edizioni associate, Roma, 1997.
- Sociologia della disoccupazione, Il Mulino, Bologna, 1993. Ripubblicata in francese con il titolo Socio-economie du chomage, L'Harmattan, Paris, 1997. (Premio Tobagi).
- (con Maria Immacolata Macioti), Gli immigrati stranieri in Italia, Laterza, Bari-Roma, 1991 (seconda edizione 1993). (Premio Pozzale Luigi Russo).
- (con Francesco Calvanese), La presenza straniera in Italia. Il caso della Campania, Franco Angeli, Milano, 1990.
- I braccianti agricoli in Italia: tra mercato del lavoro e assistenza, Franco Angeli, Milano, 1984.
- I giovani tra scuola e lavoro nel Mezzogiorno: un'inchiesta su Napoli, Franco Angeli, Milano, 1982.
- (con Augusto Graziani), Investimenti e disoccupazione nel Mezzogiorno, Il Mulino, Bologna, 1978.
- (con Giovanni Mottura) Agricoltura, mezzogiorno e mercato del lavoro, Il Mulino, Bologna, 1975.